# 11263 Pesonen
11263 Pesonen este un asteroid din centura principală de asteroizi.

## Descriere
11263 Pesonen este un asteroid din centura principală de asteroizi. A fost descoperit pe 23 iulie 1979 la Stația Anderson Mesa de Edward L. G. Bowell. Asteroidul prezintă o orbită caracterizată de o semiaxă mare de 2,90 ua, o excentricitate de 0,38 și o înclinație de 25,2° în raport cu ecliptica.